# Tritracheoniscus cerrutii
Tritracheoniscus cerrutii är en kräftdjursart som först beskrevs av Albert Vandel 1958E.  Tritracheoniscus cerrutii ingår i släktet Tritracheoniscus och familjen Trachelipodidae. Inga underarter finns listade i Catalogue of Life.